# Yale Law School
Yale Law School (també coneguda com a Yale Law o YLS) és una de les escoles professionals de graduats, i la facultat de dret de la Universitat Yale. Ubicada a New Haven, Connecticut.